# Sergio Rodríguez Gómez
Pour les articles homonymes, voir Sergio Rodríguez et Rodríguez.
Sergio Rodríguez Gómez, né le 12 juin 1986 à Tenerife, est un joueur espagnol de basket-ball, évoluant au poste de meneur.

## Biographie
Il est sélectionné par les Suns de Phoenix à la vingt-septième position de la Draft 2006 de la NBA, puis ses droits sont aussitôt transférés pour les Trail Blazers de Portland. Le 25 juin 2009, il est échangé par Portland et rejoint les Kings de Sacramento. Il est transféré en février 2010 aux Knicks de New York, où il réalise une moyenne de 7,4 points.
En juillet 2010, il retourne en Espagne, au Real Madrid, avec qui il signe un contrat de trois ans. Avec ce dernier, il remporte la coupe du Roi 2012, puis la saison suivante, la Supercoupe d'Espagne et le championnat d'Espagne. Lors de cette dernière saison 2012-2013, il fait partie du cinq idéal de la Liga Endesa. Avec 16 points, 6,5 passes,2,5 rebonds, il est désigné meilleur joueur de la Supercoupe d'Espagne 2013-2014, compétition remportée par le Real face à Barcelone sur le score de 83 à 79.
En janvier 2014, Rodríguez signe une prolongation de contrat avec le Real Madrid jusqu'à la fin de la saison 2017-2018. En février, il remporte sa deuxième coupe du Roi, le Real s'imposant face à Barcelone. Il est nommé meilleur joueur de la Liga ACB lors de la 27e journée de la saison 2013-2014. Bien qu'il ne soit que le sixième homme de son équipe, il est désigné meilleur joueur de l'Euroligue, compétition où il présente des statistiques de 13,5 points, 2 rebonds et 5 passes décisives par match,. Il est également désigné dans le cinq majeur de la compétition, aux côtés de son coéquipier Rudy Fernández, du joueur de Milan Keith Langford, du joueur du CSKA Moscou Sonny Weems et d'Ante Tomić de Barcelone.
À la fin de la saison, il est nommé dans le meilleur cinq de la Liga ACB avec ses coéquipiers Nikola Mirotić et Rudy Fernández ainsi que Justin Doellman (FC Barcelone) et Romain Sato de Valencia BC.
Lors de la saison 2015-2016, Sergio Rodríguez établit un nouveau record du nombre de passes réussies lors d'une rencontre de Liga avec 19,.
Il fait partie de l'équipe d'Espagne entraînée par Sergio Scariolo qui remporte le bronze aux Jeux olympiques de 2016.
Le 4 juillet 2016, il signe un contrat d'un an avec les 76ers de Philadelphie.
En juillet 2017, Rodríguez signe un contrat de deux ans avec le CSKA Moscou.
Le 30 juillet 2019, il s'engage avec le club italien de l'Olimpia Milan.
En août 2021, Rodríguez annonce sa retraite internationale.
En juillet 2022, Rodríguez revient au Real Madrid avec un contrat d'une saison.
En juin 2024, Rodríguez annonce la fin de sa carrière professionnelle,.

## Clubs
- 2003-2006 :  Adecco Estudiantes
- 2006-2009 :  Trail Blazers de Portland
- 2009-2010 :  Kings de Sacramento
- 2010 :  Knicks de New York
- 2010-2016 :  Real Madrid
- 2016-2017 :  76ers de Philadelphie
- 2017-2019 :  CSKA Moscou
- 2019-2022 :  Olimpia Milan
- 2022-2024 :  Real Madrid

## Palmarès

### Clubs
- Champion d'Espagne 2004, 2013, 2015.
- Vainqueur de la Coupe du Roi en 2012, 2014, 2015 et 2016 et 2024
- Vainqueur de la Supercoupe d'Espagne 2012, 2013 et 2014.
- Vainqueur de l'Euroligue : 2015, 2019.
- Champion de la VTB United League 2017-2018, 2018-2019
- Vainqueur de la coupe d'Italie 2021 et 2022

### Sélection nationale
- Tournoi olympique de basket-ball masculin
  -  Médaille d'argent aux Jeux olympiques 2012 de Londres.
  -  Médaille de bronze aux Jeux olympiques 2016 de Rio de Janeiro.
- Championnat du monde masculin de basket-ball
  -  Médaille d'or au Championnat du monde de basket masculin 2006 au Japon
- Championnat d'Europe
  -  Médaille de bronze au Championnat d'Europe 2013.
  - Médaille d'argent du Championnat d'Europe 2007 en Espagne
  - 4e du Championnat d'Europe 2005 en Serbie-Monténégro
  - Médaille d'or du Championnat d'Europe 2015
- compétitions de jeunes
  - Médaille d'or du Championnat d'Europe de basket-ball masculin des 18 ans et moins en 2004

### Distinctions personnelles
- MVP et sélectionné dans le meilleur cinq du championnat d'Europe des 18 ans et moins en 2004
- MVP de la Supercoupe d'Espagne 2013[21],[4]
- MVP et sélectionné dans le meilleur cinq de l'Euroligue 2013-2014[9]
- MVP des playoffs de la VTB United League 2018